# Morti il 31 agosto
| Questa pagina contiene informazioni ricavate automaticamente dalle voci biografiche con l'ausilio del template Bio e di un bot. L'aggiornamento è periodico e automatico e ricostruisce completamente la pagina. Se manca una persona in questa lista, sei pregato di non aggiungerla, ma accertati piuttosto che la sua voce biografica contenga il template Bio e che i dati anagrafici siano correttamente compilati. Se il template Bio manca, inseriscilo tu stesso o, in alternativa, metti l'avviso {{tmp\|Bio}} che ne segnala la mancanza. Se i dati riportati sono sbagliati, correggi direttamente la voce biografica; le modifiche saranno visibili in questa lista entro pochi giorni. Per chiarimenti vedi il progetto biografie. La lista contiene solo le 456 persone che sono citate nell'enciclopedia e per le quali è stato implementato correttamente il template Bio. Pagina aggiornata al 9 ago 2025. |

## III secolo(1)
- 237 - Placido, prete e santo romano

## VI secolo(1)
- 577 - Giovanni III Scolastico, arcivescovo siriaco (n. 503)

## VII secolo(2)
- 629 - Zayd ibn Ḥāritha
- 640 - Eanswida di Folkestone, badessa e santa inglese (n. 614)

## VIII secolo(1)
- 725 - Cutburga, badessa, santa e regina anglosassone

## IX secolo(1)
- 836 - Wala, abate franco (n. 755)

## X secolo(2)
- 921 - Riccardo di Borgogna, conte
- 954 - Alberico II di Spoleto, nobile e militare italiano

## XI secolo(3)
- 1056 - Teodora Porfirogenita, imperatrice bizantina (n. 984)
- 1057 - Cunegonda di Altdorf (n. 1020)
- 1057 - Leofrico di Coventry, nobile anglosassone (n. 968)

## XII secolo(2)
- 1158 - Sancho III di Castiglia, re spagnolo (n. 1134)
- 1190 - Robert de Beaumont, III conte di Leicester, nobile inglese

## XIII secolo(3)
- 1234 - Go-Horikawa, imperatore giapponese (n. 1212)
- 1240 - Raimondo Nonnato, religioso e santo spagnolo
- 1279 - Aldobrandino Cavalcanti, vescovo cattolico italiano (n. 1217)

## XIV secolo(5)
- 1315 - Andrea Dotti, presbitero italiano (n. 1256)
- 1324 - Enrico II di Cipro, re (n. 1271)
- 1367 - Aimone III di Ginevra, nobile
- 1372 - Ralph Stafford, I conte di Stafford, nobile e militare inglese (n. 1301)
- 1390 - Bartolomeo di San Severino della Marca, cavaliere medievale e condottiero italiano

## XV secolo(3)
- 1422 - Enrico V d'Inghilterra, re (n. 1387)
- 1433 - Pietro I di Lussemburgo-Saint Pol, nobile francese (n. 1390)
- 1470 - Federico II di Vaudémont, nobile francese

## XVI secolo(6)
- 1528 - Matthias Grünewald, pittore tedesco
- 1535 - Bosio II Sforza di Santa Fiora, nobile e militare italiano
- 1536 - Kaspar von Frundsberg, condottiero tedesco (n. 1501)
- 1563 - Giovanni Angelo Montorsoli, scultore e architetto italiano (n. 1507)
- 1572 - Claude Goudimel, compositore, editore e teorico della musica francese (n. 1514)
- 1590 - Scipione Delfinone, artista italiano

## XVII secolo(20)
- 1601 - Gian Vincenzo Pinelli, umanista italiano (n. 1535)
- 1621 - Guillaume du Vair, scrittore, giurista e vescovo cattolico francese (n. 1556)
- 1636 - Francesco Giovanni Gonzaga, nobile (n. 1593)
- 1644 - Tomaso Cecchino, compositore italiano
- 1645 - Francesco Bracciolini, poeta italiano (n. 1566)
- 1646 - Ottavio Tronsarelli, poeta, librettista e letterato italiano
- 1647 - Constant d'Aubigné, nobile francese (n. 1585)
- 1648 - Michele Mazzarino, cardinale e arcivescovo cattolico italiano (n. 1605)
- 1651 - Giovanni Francesco Marcorelli, compositore e organista italiano (n. 1610)
- 1654 - Ole Worm, medico, biologo e filologo danese (n. 1588)
- 1660 - Johann Freinsheim, critico letterario tedesco (n. 1608)
- 1667 - Johann Rist, poeta e drammaturgo tedesco (n. 1607)
- 1669 - John Hamilton, IV conte di Haddington, nobile scozzese (n. 1626)
- 1676 - Lars Stigzelius, arcivescovo luterano svedese (n. 1598)
- 1677 - Giulio Gabrielli il Vecchio, cardinale e vescovo cattolico italiano (n. 1603)
- 1678 - Luigi VII d'Assia-Darmstadt (n. 1658)
- 1688 - John Bunyan, predicatore, teologo e scrittore inglese (n. 1628)
- 1693 - Laurent Cassegrain, presbitero e astronomo francese (n. 1629)
- 1700 - Evaristo Gherardi, attore teatrale italiano (n. 1663)
- 1700 - Stephan Kessler, pittore austriaco (n. 1622)

## XVIII secolo(19)
- 1709 - Andrea Pozzo, gesuita e architetto italiano (n. 1642)
- 1721 - John Keill, matematico scozzese (n. 1671)
- 1724 - Luigi I di Spagna, re spagnolo (n. 1707)
- 1729 - Jacob Frese, poeta finlandese (n. 1690)
- 1730 - Gottfried Finger, compositore ceco (n. 1655)
- 1731 - Giorgio Barni, vescovo cattolico italiano (n. 1651)
- 1740 - Augustin Coppens, pittore e incisore fiammingo (n. 1668)
- 1741 - Johann Gottlieb Heineccius, giurista tedesco (n. 1681)
- 1762 - Momozono, imperatore giapponese (n. 1741)
- 1762 - Pietro Rotari, pittore italiano (n. 1707)
- 1768 - Giuseppe Antonio Alberti, ingegnere e agronomo italiano (n. 1712)
- 1771 - Ursin Durand, storico e monaco cristiano francese (n. 1682)
- 1785 - Pietro Chiari, gesuita, drammaturgo e scrittore italiano (n. 1712)
- 1786 - Charles Howard, X duca di Norfolk, nobile inglese (n. 1720)
- 1791 - Fëdor Fëdorovič Ščerbatov, generale e principe russo (n. 1729)
- 1794 - Cristiana di Meclemburgo-Strelitz, nobile tedesco (n. 1735)
- 1795 - Saverio Mattei, letterato, musicista e avvocato italiano (n. 1742)
- 1795 - François-André Danican Philidor, compositore e scacchista francese (n. 1726)
- 1796 - John McKinly, politico irlandese (n. 1721)

## XIX secolo(65)
- 1801 - Nicola Sala, compositore italiano (n. 1713)
- 1803 - Pasquale Bruno, italiano
- 1805 - Giuseppe Clemente Dall'Abaco, musicista italiano (n. 1710)
- 1805 - Francesco Tadolini, architetto e disegnatore italiano (n. 1723)
- 1807 - Christoph Friederich Bretzner, scrittore tedesco (n. 1748)
- 1807 - Ponce-Denis Écouchard-Lebrun, poeta e scrittore francese (n. 1729)
- 1811 - Louis-Antoine de Bougainville, esploratore, navigatore e ammiraglio francese (n. 1729)
- 1814 - Arthur Phillip, ammiraglio inglese (n. 1738)
- 1817 - John Thomas Duckworth, ammiraglio britannico (n. 1748)
- 1818 - Arthur St. Clair, politico e generale scozzese (n. 1737)
- 1819 - Pier Antonio Meneghelli, scrittore e drammaturgo italiano (n. 1749)
- 1822 - Nicola Riganti, cardinale e vescovo cattolico italiano (n. 1744)
- 1831 - Adam Menelaws, architetto e pittore scozzese
- 1832 - Antoine-Léonard Chézy, linguista e traduttore francese (n. 1773)
- 1832 - Everard Home, chirurgo, anatomista e paleontologo britannico (n. 1756)
- 1834 - Karl Ludwig Harding, astronomo tedesco (n. 1765)
- 1837 - Bartolomeo Ravenna, scrittore e storico italiano (n. 1761)
- 1838 - Bonifacio Frigerio, politico italiano (n. 1764)
- 1839 - William Wilkins, architetto britannico (n. 1778)
- 1846 - Walter Bowne, politico statunitense (n. 1770)
- 1849 - Giovita Lazzarini, patriota e politico italiano (n. 1813)
- 1849 - Lizinska de Mirbel, pittrice francese (n. 1796)
- 1850 - John Riley, militare irlandese (n. 1817)
- 1853 - Amalia Carlotta di Svezia, principessa svedese (n. 1805)
- 1854 - Philip Barker Webb, botanico e naturalista inglese (n. 1793)
- 1856 - Christian Bartholmèss, scrittore, filosofo e critico letterario francese (n. 1815)
- 1856 - Nathaniel Jarvis Wyeth, inventore e esploratore statunitense (n. 1802)
- 1860 - Edward Frederick Kelaart, fisico e naturalista britannico (n. 1819)
- 1862 - Ignaz Assmayer, compositore austriaco (n. 1790)
- 1863 - Valentin Veigl von Kriegeslohn, generale austriaco (n. 1802)
- 1864 - Barthélemy-Prosper Enfantin, imprenditore e scrittore francese (n. 1796)
- 1864 - Ferdinand Lassalle, scrittore e politico tedesco (n. 1825)
- 1865 - Carlo Giachery, architetto italiano (n. 1812)
- 1867 - Charles Baudelaire, poeta, scrittore e critico letterario francese (n. 1821)
- 1868 - Clementina Cazzola, attrice teatrale italiana (n. 1832)
- 1868 - Francis Granger, politico statunitense (n. 1792)
- 1869 - Mary Ward, scienziata e illustratrice irlandese (n. 1827)
- 1872 - J. Neely Johnson, politico statunitense (n. 1825)
- 1873 - Francesco De Blasiis, politico italiano (n. 1807)
- 1873 - Aleksej Pavlovič Fedčenko, biologo e esploratore russo (n. 1844)
- 1873 - Francesco Gandolfi, pittore italiano (n. 1824)
- 1875 - Seth e Mary Eastman, illustratore statunitense (n. 1808)
- 1875 - Oskar Peschel, geografo tedesco (n. 1826)
- 1877 - Francesco Mosso, pittore italiano (n. 1848)
- 1881 - Pietro Cossa, drammaturgo italiano (n. 1830)
- 1881 - Giovanni Maurigi, politico, magistrato e avvocato italiano (n. 1823)
- 1882 - Paolo Giacometti, drammaturgo italiano (n. 1816)
- 1882 - Angelo Tamburelli, politico italiano (n. 1810)
- 1883 - Gabriele Castagnola, pittore italiano (n. 1828)
- 1884 - Lara Buscè, scrittrice e politica italiana (n. 1778)
- 1885 - Giacinto Bianco, scrittore italiano (n. 1812)
- 1887 - Enrico Pranzini, criminale francese (n. 1856)
- 1888 - Mary Ann Nichols, britannica (n. 1845)
- 1891 - Johannes Classen, filologo classico e educatore tedesco (n. 1805)
- 1894 - Enrico Bianchetti, archeologo, storico e fotografo italiano (n. 1834)
- 1895 - Francesco Caligaris, politico italiano (n. 1824)
- 1895 - Ely Parker, militare e politico nativo americano (n. 1828)
- 1895 - Edoardo Perino, tipografo e editore italiano (n. 1845)
- 1895 - Anaïs Ségalas, scrittrice francese (n. 1819)
- 1896 - Gaetano Ferri, pittore e architetto italiano (n. 1822)
- 1897 - Louisa Lane Drew, attrice teatrale e impresaria teatrale inglese (n. 1820)
- 1898 - Hubert Henry, militare francese (n. 1846)
- 1898 - Antoine-Alfred Marche, naturalista e esploratore francese (n. 1844)
- 1898 - Carlo Enrico Pasta, compositore italiano (n. 1817)
- 1900 - John Bennet Lawes, scienziato inglese (n. 1814)

## XX secolo(204)
- 1901 - Ermanno di Sassonia-Weimar-Eisenach, principe tedesco (n. 1825)
- 1901 - Evgenij Maksimilianovič di Leuchtenberg, principe russo (n. 1847)
- 1902 - Imre Steindl, architetto ungherese (n. 1839)
- 1902 - Safarali Velibekov, insegnante, pubblicista e traduttore azero (n. 1861)
- 1902 - Mathilde Wesendonck, poetessa tedesca (n. 1828)
- 1903 - Domenico Galaverna, poeta, scrittore e tipografo italiano (n. 1825)
- 1905 - Francesco Tamagno, tenore italiano (n. 1850)
- 1906 - Eugène Eschassériaux, politico e nobile francese (n. 1823)
- 1906 - Isidor Neumann, dermatologo austriaco (n. 1832)
- 1907 - Emilio Bacci, avvocato, magistrato e politico italiano (n. 1831)
- 1907 - Pietro Pavesi, naturalista, aracnologo e ornitologo italiano (n. 1844)
- 1908 - Leslie Green, architetto inglese (n. 1875)
- 1909 - Pier Augusto Tagliaferri, pittore e decoratore italiano (n. 1872)
- 1911 - Mahbub Ali Khan Siddiqi, Asif Jah VI, principe indiano (n. 1866)
- 1912 - Jean Decazes, velista francese (n. 1864)
- 1913 - Erwin Bälz, medico tedesco (n. 1849)
- 1915 - Karl Theodor Albrecht, astronomo e geodeta tedesco (n. 1843)
- 1915 - Adolphe Pégoud, pioniere dell'aviazione francese (n. 1889)
- 1915 - Louis Tauzin, pittore francese (n. 1842)
- 1918 - Joseph Brugère, generale francese (n. 1841)
- 1918 - André-Louis Cholesky, matematico e militare francese (n. 1875)
- 1918 - Francis Cromie, ufficiale irlandese (n. 1882)
- 1918 - Josef Pürer, aviatore austro-ungarico (n. 1894)
- 1920 - Émile Burnat, botanico svizzero (n. 1828)
- 1920 - Wilhelm Wundt, psicologo, fisiologo e filosofo tedesco (n. 1832)
- 1920 - Louis Ducos du Hauron, fisico, inventore e fotografo francese (n. 1837)
- 1921 - Karl von Bülow, generale tedesco (n. 1846)
- 1921 - Valentino Coda, politico, avvocato e giornalista italiano (n. 1881)
- 1921 - Arthur James Herbert, diplomatico inglese (n. 1855)
- 1923 - Ernest van Dyck, tenore belga (n. 1861)
- 1923 - Ramón Unzaga, calciatore spagnolo (n. 1892)
- 1925 - Asclepia Gandolfo, generale italiano (n. 1864)
- 1925 - Ferruccio Tartuferi, medico italiano (n. 1852)
- 1927 - Andranik Ozanian, patriota e generale armeno (n. 1865)
- 1929 - Morton Prince, psicologo statunitense (n. 1854)
- 1930 - Amleto Cataldi, scultore italiano (n. 1882)
- 1930 - Vladan Đorđević, politico e scrittore serbo (n. 1844)
- 1930 - Eduard Meyer, storico, egittologo e assiriologo tedesco (n. 1855)
- 1931 - Ibrahim Bek, guerrigliero uzbeko (n. 1889)
- 1931 - Hall Caine, scrittore e drammaturgo britannico (n. 1853)
- 1931 - Charles Valadier, dentista francese (n. 1873)
- 1932 - Antonio Lella, calciatore italiano (n. 1905)
- 1932 - Lazzaro Pisani, pittore maltese (n. 1854)
- 1933 - Henri Borel, scrittore e giornalista olandese (n. 1869)
- 1933 - Theodor Lessing, filosofo tedesco (n. 1872)
- 1933 - Giovanni Pippan, politico, sindacalista e antifascista italiano (n. 1894)
- 1936 - Gustav Almgren, schermidore svedese (n. 1906)
- 1936 - Lissy Lind, attrice tedesca (n. 1884)
- 1936 - Wilhelm Weingart, naturalista e botanico tedesco (n. 1856)
- 1937 - Albert Heim, geologo svizzero (n. 1849)
- 1937 - Aristide Rossi, calciatore italiano (n. 1914)
- 1937 - Dino Vannucci, medico italiano (n. 1895)
- 1939 - Richard Bouwens van der Boijen, architetto francese (n. 1863)
- 1940 - Raymond Smith Dugan, astronomo statunitense (n. 1878)
- 1940 - Ernest Lundeen, politico statunitense (n. 1878)
- 1941 - Marina Ivanovna Cvetaeva, poetessa e scrittrice russa (n. 1892)
- 1941 - Alfred Hettner, geografo tedesco (n. 1859)
- 1941 - Erich Schmidt, aviatore tedesco (n. 1914)
- 1942 - Carlo Adamoli, aviatore, inventore e imprenditore italiano (n. 1894)
- 1942 - Georg von Bismarck, generale tedesco (n. 1891)
- 1942 - Georges Lakhovsky, ingegnere, inventore e pseudoscienziato russo (n. 1869)
- 1943 - Arturo Ciano, ammiraglio e imprenditore italiano (n. 1874)
- 1943 - Elisabeth Vreede, matematica, astrologa e astronoma olandese (n. 1879)
- 1944 - Pierino Beretta, partigiano italiano (n. 1921)
- 1944 - Leopoldo Fagnani, partigiano italiano (n. 1922)
- 1944 - Chaim Rumkowski, imprenditore polacco (n. 1877)
- 1945 - Stefan Banach, matematico polacco (n. 1892)
- 1945 - Macario III di Alessandria, vescovo cristiano orientale egiziano (n. 1872)
- 1945 - Elsa Stralia, soprano australiano (n. 1881)
- 1946 - Harley Granville-Barker, commediografo, attore e regista inglese (n. 1877)
- 1946 - Paul August von Klenau, compositore e direttore d'orchestra danese (n. 1883)
- 1946 - David Martin, calciatore nordirlandese (n. 1859)
- 1948 - Billy Laughlin, attore statunitense (n. 1932)
- 1948 - Andrej Aleksandrovič Ždanov, politico sovietico (n. 1896)
- 1949 - Giorgio Cini, imprenditore italiano (n. 1918)
- 1949 - André-Louis Debierne, chimico francese (n. 1874)
- 1950 - Pere Tarrés i Claret, presbitero spagnolo (n. 1905)
- 1951 - Abraham Cahan, scrittore, giornalista e politico russo (n. 1860)
- 1951 - Pál Koppán, velocista e triplista ungherese (n. 1878)
- 1952 - Allen West, tennista statunitense (n. 1872)
- 1955 - Willi Baumeister, pittore e grafico tedesco (n. 1889)
- 1955 - Marcel Doret, aviatore francese (n. 1896)
- 1956 - Edmond Dame, lottatore francese (n. 1893)
- 1956 - Mike Gibbons, pugile statunitense (n. 1887)
- 1956 - Percy MacKaye, drammaturgo, poeta e librettista statunitense (n. 1875)
- 1956 - Sisowath Monipong, politico cambogiano (n. 1912)
- 1956 - Yves Nat, pianista e compositore francese (n. 1890)
- 1958 - Carlo De Luca, politico italiano (n. 1888)
- 1958 - Adrienne Péan, tennista francese (n. 1875)
- 1958 - Gayne Whitman, attore e sceneggiatore statunitense (n. 1890)
- 1959 - Bruno Dugoni, calciatore italiano (n. 1905)
- 1961 - Roberto Ciaramella, cantante e attore teatrale italiano (n. 1887)
- 1961 - Michele Cozzoli, compositore, direttore d'orchestra e arrangiatore italiano (n. 1915)
- 1962 - Hélène Brion, attivista francese (n. 1882)
- 1962 - Felicjan Sławoj Składkowski, medico, generale e politico polacco (n. 1885)
- 1963 - Georges Braque, pittore e scultore francese (n. 1882)
- 1964 - Goffredo Bellonci, giornalista, critico letterario e italianista italiano (n. 1882)
- 1964 - Peter Lanyon, pittore britannico (n. 1918)
- 1965 - E. E. Smith, autore di fantascienza statunitense (n. 1890)
- 1966 - Kasimir Edschmid, scrittore tedesco (n. 1890)
- 1966 - Jaroslav Jirkovský, hockeista su ghiaccio e calciatore boemo (n. 1891)
- 1967 - Haydée Tamara Bunke Bider, rivoluzionaria e guerrigliera argentina (n. 1937)
- 1967 - Il'ja Grigor'evič Ėrenburg, giornalista e scrittore sovietico (n. 1891)
- 1967 - Trude Hesterberg, attrice tedesca (n. 1892)
- 1967 - Michail Prokof'evič Kovalëv, generale sovietico (n. 1897)
- 1968 - Wladimiro De Liguoro, attore, regista e direttore della fotografia italiano (n. 1893)
- 1968 - Bruno Dilley, militare e aviatore tedesco (n. 1913)
- 1968 - John Hartle, pilota motociclistico britannico (n. 1933)
- 1968 - Dennis O'Keefe, attore statunitense (n. 1908)
- 1968 - Ezio Sclavi, calciatore, allenatore di calcio e pittore italiano (n. 1903)
- 1969 - Rocky Marciano, pugile statunitense (n. 1923)
- 1970 - Booker Ervin, sassofonista statunitense (n. 1930)
- 1970 - Amarro Fiamberti, psichiatra e calciatore italiano (n. 1894)
- 1970 - Alois Kovařovič, calciatore boemo (n. 1886)
- 1972 - Henry Fierz, ingegnere aeronautico svizzero (n. 1897)
- 1972 - Domenico Forges-Davanzati, produttore cinematografico italiano (n. 1913)
- 1973 - John Ford, regista e produttore cinematografico statunitense (n. 1894)
- 1974 - Olinto Cremaschi, politico e partigiano italiano (n. 1899)
- 1974 - Norman Kirk, politico neozelandese (n. 1923)
- 1974 - Gianna Manzini, scrittrice italiana (n. 1896)
- 1974 - Ali bin Abdullah al-Thani, sovrano qatariota (n. 1895)
- 1975 - Pierre Blaise, attore francese (n. 1952)
- 1975 - Július Bukovinský, pittore slovacco (n. 1903)
- 1975 - Robert Johnsen, ginnasta danese (n. 1896)
- 1975 - Camillo Orlando, politico e armatore italiano (n. 1892)
- 1976 - Leonardo Azzarita, giornalista italiano (n. 1888)
- 1976 - Umberto D'Orsi, attore italiano (n. 1929)
- 1976 - Raymond-Joseph Loenertz, bizantinista, storico e religioso lussemburghese (n. 1900)
- 1976 - Arturo Marzano, magistrato e politico italiano (n. 1897)
- 1976 - Carlo Vanza, anarchico svizzero (n. 1901)
- 1977 - Sid Atkinson, ostacolista, velocista e lunghista sudafricano (n. 1901)
- 1977 - Luigi Boni, pittore italiano (n. 1904)
- 1977 - Henry C. Potter, regista e produttore teatrale statunitense (n. 1904)
- 1977 - Joseph Mell, attore statunitense (n. 1915)
- 1977 - Basundhara del Nepal, principe nepalese (n. 1921)
- 1978 - Ángel Bossio, calciatore argentino (n. 1905)
- 1978 - Elpidio Coppa, calciatore e allenatore di calcio italiano (n. 1914)
- 1978 - Lee Garmes, direttore della fotografia statunitense (n. 1898)
- 1978 - Sylvia Shaw Judson, scultrice statunitense (n. 1897)
- 1978 - Musa al-Sadr, religioso e politico libanese (n. 1928)
- 1978 - Edwin Myers, astista statunitense (n. 1896)
- 1978 - Paola Ojetti, sceneggiatrice, traduttrice e critica cinematografica italiana (n. 1911)
- 1979 - Maria Accascina, storica dell'arte italiana (n. 1898)
- 1979 - Sally Rand, attrice e ballerina statunitense (n. 1904)
- 1980 - Dahmane El Harrachi, musicista algerino (n. 1926)
- 1980 - Tom Godwin, autore di fantascienza statunitense (n. 1915)
- 1980 - Enrique Pardo, dirigente sportivo argentino
- 1980 - Giovanni Battista Stucchi, partigiano, politico e avvocato italiano (n. 1899)
- 1981 - Elias Bickerman, storico e grecista moldavo (n. 1897)
- 1981 - Pierre Billon, regista e sceneggiatore francese (n. 1901)
- 1981 - Gino Cacchioli, politico italiano (n. 1925)
- 1981 - Hugh O'Neill Hencken, archeologo statunitense (n. 1902)
- 1981 - Ralston Paterson, radiologo e oncologo scozzese (n. 1897)
- 1982 - Albert Bergamelli, criminale francese (n. 1939)
- 1983 - Marcello Candia, imprenditore, missionario e filantropo italiano (n. 1916)
- 1983 - Derek Sullivan, calciatore gallese (n. 1930)
- 1983 - Jean Valin, calciatore lussemburghese (n. 1899)
- 1984 - Moshe Czerniak, scacchista polacco (n. 1910)
- 1984 - Carlo Zecchi, pianista e direttore d'orchestra italiano (n. 1903)
- 1984 - Antonio dos Reis Carneiro, dirigente sportivo brasiliano (n. 1899)
- 1985 - Frank Macfarlane Burnet, immunologo australiano (n. 1899)
- 1986 - Jorge Alessandri Rodríguez, imprenditore e politico cileno (n. 1896)
- 1986 - Wanis Gheddafi, politico libico (n. 1924)
- 1986 - Urho Kekkonen, politico e altista finlandese (n. 1900)
- 1986 - Henry Moore, scultore e pittore inglese (n. 1898)
- 1986 - Goffredo Parise, scrittore, giornalista e sceneggiatore italiano (n. 1929)
- 1987 - Louis La Ravoire Morrow, vescovo cattolico statunitense (n. 1892)
- 1987 - Giovanni Battista Piasentini, vescovo cattolico italiano (n. 1899)
- 1988 - Lin Jaldati, partigiana e cantante olandese (n. 1912)
- 1988 - Leonidas Proaño, vescovo cattolico e teologo ecuadoriano (n. 1910)
- 1989 - Michele Cascella, pittore italiano (n. 1892)
- 1989 - Claire Luce, attrice e ballerina statunitense (n. 1903)
- 1990 - Nat Clifton, cestista e giocatore di baseball statunitense (n. 1922)
- 1990 - Dino Da Caprile, calciatore italiano (n. 1911)
- 1990 - Henry From, calciatore e allenatore di calcio danese (n. 1926)
- 1990 - Sergej Volkov, pattinatore artistico su ghiaccio sovietico (n. 1949)
- 1991 - Juliusz Demel, storico polacco (n. 1924)
- 1992 - Fabrizio Cruciani, francesista e critico teatrale italiano (n. 1942)
- 1992 - Wolfgang Güllich, arrampicatore e alpinista tedesco (n. 1960)
- 1992 - Hans Wimmer, scultore tedesco (n. 1907)
- 1993 - Theodor Hupfauer, funzionario e militare tedesco (n. 1906)
- 1993 - Ligorio López, calciatore messicano (n. 1933)
- 1993 - Siegfried Schürenberg, attore tedesco (n. 1900)
- 1995 - David Farrar, attore britannico (n. 1908)
- 1995 - Horst Janssen, artista tedesco (n. 1929)
- 1995 - Gertrud Luckner, attivista tedesca (n. 1900)
- 1995 - Carmen Mathews, attrice statunitense (n. 1911)
- 1996 - Ljuba Welitsch, attrice e soprano bulgara (n. 1913)
- 1997 - Franco De Felice, storico italiano (n. 1937)
- 1997 - Dodi Al-Fayed, imprenditore, produttore cinematografico e produttore discografico egiziano (n. 1955)
- 1997 - Will Hare, attore statunitense (n. 1916)
- 1997 - Mohammad Karim Pirnia, storico dell'architettura e architetto iraniano (n. 1920)
- 1997 - Diana Spencer, filantropa inglese (n. 1961)
- 1998 - Lorenza Maranini, linguista italiana (n. 1909)
- 1998 - Seikichi Toguchi, karateka e maestro di karate giapponese (n. 1917)
- 1999 - Marguerite Chapman, attrice statunitense (n. 1918)
- 1999 - Vittorio Guidano, psicologo e psichiatra italiano (n. 1944)
- 2000 - Jaroslav Dudek, regista cecoslovacco (n. 1932)
- 2000 - Lucille Fletcher, scrittrice statunitense (n. 1912)
- 2000 - Nodar Gabunia, pianista, compositore e insegnante georgiano (n. 1933)
- 2000 - Marco Gerra, pittore italiano (n. 1925)
- 2000 - Joan Hartigan, tennista australiana (n. 1912)
- 2000 - Patricia Owens, attrice canadese (n. 1925)
- 2000 - Yisha'ayahu Schwager, calciatore israeliano (n. 1946)

## XXI secolo(116)
- 2001 - Julio Antonio Elícegui, calciatore spagnolo (n. 1910)
- 2001 - Claude Marin, fumettista francese (n. 1931)
- 2002 - Lionel Hampton, vibrafonista e percussionista statunitense (n. 1908)
- 2002 - Martin Kamen, biochimico canadese (n. 1913)
- 2002 - Joe McCluskey, siepista statunitense (n. 1911)
- 2002 - Farhad Mehrad, cantautore, cantante e musicista iraniano (n. 1944)
- 2002 - George Porter, chimico britannico (n. 1920)
- 2002 - Samson Iosifovič Samsonov, regista cinematografico sovietico (n. 1921)
- 2003 - Pierre Cahuzac, calciatore e allenatore di calcio francese (n. 1927)
- 2003 - Nev Munro, cestista canadese (n. 1927)
- 2004 - Lex Peterson, imprenditore e bobbista neozelandese (n. 1957)
- 2005 - Jean-Louis Buron, calciatore francese (n. 1934)
- 2005 - Sam Okoye, calciatore nigeriano (n. 1980)
- 2005 - Józef Rotblat, fisico polacco (n. 1908)
- 2005 - Jacqueline Verots, cestista francese (n. 1942)
- 2006 - Mohamed Abdelwahab, calciatore egiziano (n. 1983)
- 2006 - Gigi Cameroni, giocatore di baseball, allenatore di baseball e dirigente sportivo italiano (n. 1932)
- 2006 - Navigator Dzinkambani, calciatore malawiano (n. 1974)
- 2006 - Ingvar Gärd, calciatore e allenatore di calcio svedese (n. 1921)
- 2006 - Pickles Kennedy, cestista e giocatore di baseball statunitense (n. 1938)
- 2006 - Mike Magill, pilota automobilistico statunitense (n. 1920)
- 2006 - Paolo Montarsolo, basso e attore cinematografico italiano (n. 1925)
- 2007 - Willie Cunningham, allenatore di calcio e calciatore nordirlandese (n. 1930)
- 2007 - James Brian Tait, militare e aviatore britannico (n. 1916)
- 2008 - Manuel Mestre, calciatore e allenatore di calcio spagnolo (n. 1935)
- 2008 - Karl Nicolussi-Leck, militare (n. 1917)
- 2008 - Ennio Presutti, dirigente d'azienda italiano (n. 1931)
- 2008 - Albert Sing, allenatore di calcio e calciatore tedesco (n. 1917)
- 2009 - Pete Darcey, cestista statunitense (n. 1930)
- 2009 - Barry Flanagan, scultore britannico (n. 1941)
- 2009 - Riccardo Fortini, altista italiano (n. 1957)
- 2009 - Torsten Lindberg, calciatore e allenatore di calcio svedese (n. 1917)
- 2010 - Laurent Fignon, ciclista su strada e pistard francese (n. 1960)
- 2010 - Phillip Tisson, calciatore santaluciano (n. 1985)
- 2010 - Vladimir Georgiev Škodrov, astronomo bulgaro (n. 1930)
- 2011 - Cal Christensen, cestista statunitense (n. 1927)
- 2011 - Gennadij Kapustin, cestista sovietico (n. 1958)
- 2011 - Abderrahmane Mahjoub, calciatore marocchino (n. 1929)
- 2011 - Jorge Nuré, cestista argentino (n. 1926)
- 2011 - Johann Riegler, calciatore austriaco (n. 1929)
- 2011 - Valerij Il'ič Roždestvenskij, cosmonauta sovietico (n. 1939)
- 2011 - Carlo Sismonda, pittore, compositore e musicista italiano (n. 1929)
- 2011 - Jack Stephens, cestista statunitense (n. 1933)
- 2011 - Peter Twiss, militare e aviatore inglese (n. 1921)
- 2011 - Rosel Zech, attrice tedesca (n. 1940)
- 2012 - Ralph Alfidi, medico statunitense (n. 1932)
- 2012 - Aleksandr Nikolaevič Efimov, generale e aviatore sovietico (n. 1923)
- 2012 - Alan M. Kriegsman, critico teatrale statunitense (n. 1928)
- 2012 - Joe Lewis, artista marziale statunitense (n. 1944)
- 2012 - Carlo Maria Martini, cardinale, arcivescovo cattolico e teologo italiano (n. 1927)
- 2012 - Sergej Leonidovič Sokolov, generale e politico sovietico (n. 1911)
- 2012 - Emanuele Vinassa de Regny, divulgatore scientifico, giornalista e curatore editoriale italiano (n. 1936)
- 2013 - William John Brennan, vescovo cattolico australiano (n. 1938)
- 2013 - David Frost, conduttore televisivo, produttore televisivo e scrittore britannico (n. 1939)
- 2014 - Ștefan Andrei, politico rumeno (n. 1931)
- 2014 - Lajos Kiss, canoista ungherese (n. 1934)
- 2014 - Viktor Radev, cestista bulgaro (n. 1936)
- 2014 - Jonathan Williams, pilota automobilistico britannico (n. 1942)
- 2015 - Luigi De Sena, politico, dirigente pubblico e poliziotto italiano (n. 1943)
- 2015 - Josefina García de Noia, attivista argentina (n. 1921)
- 2015 - Islam Timurziev, pugile russo (n. 1983)
- 2016 - Nicola Rinaldi, politico italiano (n. 1914)
- 2016 - Hans-Joachim Speth, allenatore di calcio e calciatore tedesco orientale (n. 1934)
- 2017 - Richard Anderson, attore statunitense (n. 1926)
- 2017 - Janne Carlsson, attore e musicista svedese (n. 1937)
- 2017 - Rocco Fortunato, scrittore e musicista italiano (n. 1963)
- 2017 - Egon Günther, regista e sceneggiatore tedesco (n. 1927)
- 2017 - Ann Jellicoe, drammaturga e regista teatrale britannica (n. 1927)
- 2017 - Norbert Kückelmann, regista e sceneggiatore tedesco (n. 1930)
- 2017 - Alberto Servidio, politico italiano (n. 1930)
- 2018 - Luigi Luca Cavalli-Sforza, genetista e antropologo italiano (n. 1922)
- 2018 - Antonio Cortigiano, calciatore italiano (n. 1928)
- 2018 - John Darley, psicologo statunitense (n. 1938)
- 2018 - Mario Facco, allenatore di calcio e calciatore italiano (n. 1946)
- 2018 - Gloria Jean, attrice e cantante statunitense (n. 1926)
- 2018 - Carole Shelley, attrice e doppiatrice britannica (n. 1939)
- 2018 - David Yallop, saggista britannico (n. 1937)
- 2018 - Aleksandr Zacharčenko, militare, politico e rivoluzionario ucraino (n. 1976)
- 2019 - Anna Amendola, attrice italiana (n. 1927)
- 2019 - Jeff Blackshear, giocatore di football americano statunitense (n. 1969)
- 2019 - Anthoine Hubert, pilota automobilistico francese (n. 1996)
- 2019 - Michael Lindsay, doppiatore statunitense (n. 1963)
- 2019 - Immanuel Wallerstein, sociologo, storico e economista statunitense (n. 1930)
- 2020 - Nina Bočarova, ginnasta sovietica (n. 1924)
- 2020 - Pranab Mukherjee, politico indiano (n. 1935)
- 2020 - Fritz d'Orey, pilota automobilistico brasiliano (n. 1938)
- 2020 - Tom Seaver, giocatore di baseball statunitense (n. 1944)
- 2020 - Dario Stolfa, calciatore e allenatore di calcio italiano (n. 1938)
- 2020 - John Thompson, cestista e allenatore di pallacanestro statunitense (n. 1941)
- 2021 - Michael Constantine, attore statunitense (n. 1927)
- 2021 - Sebastiano Dho, vescovo cattolico italiano (n. 1935)
- 2021 - Julie Ditty, tennista statunitense (n. 1979)
- 2021 - Ronald Langón, calciatore uruguaiano (n. 1939)
- 2021 - Roman Malinowski, politico polacco (n. 1935)
- 2021 - Franco Monaco, giornalista e scrittore italiano (n. 1915)
- 2021 - Francesco Morini, dirigente sportivo e calciatore italiano (n. 1944)
- 2021 - Éva Schneider, cestista ungherese (n. 1936)
- 2022 - Alexander Horváth, calciatore e allenatore di calcio cecoslovacco (n. 1938)
- 2022 - Francesco Manganelli, politico e scrittore italiano (n. 1940)
- 2022 - Mark Shreeve, compositore britannico (n. 1957)
- 2023 - Giorgio Abraham, psichiatra e scrittore italiano (n. 1927)
- 2023 - Tantely Andrianarivo, politico malgascio (n. 1954)
- 2023 - Gil Brandt, dirigente sportivo statunitense (n. 1932)
- 2023 - Giovanbattista Cutolo, musicista italiano (n. 1999)
- 2023 - Gayle Hunnicutt, attrice statunitense (n. 1943)
- 2023 - Jan Jongbloed, calciatore olandese (n. 1940)
- 2023 - Douglas Lenat, informatico e dirigente d'azienda statunitense (n. 1950)
- 2023 - Silvina Luna, attrice televisiva argentina (n. 1980)
- 2023 - Timothy Nolen, baritono e attore teatrale statunitense (n. 1941)
- 2024 - Souleymane Bamba, calciatore e allenatore di calcio ivoriano (n. 1985)
- 2024 - Mislav Bezmalinović, pallanuotista jugoslavo (n. 1967)
- 2024 - Sonny King, wrestler statunitense (n. 1945)
- 2024 - Henri Leclerc, avvocato e attivista francese (n. 1934)
- 2024 - Karl-Heinz Luck, combinatista nordico tedesco (n. 1945)
- 2024 - Abd al-Rahman al-Milad, militare e criminale libico
- 2024 - Maria do Carmo Alves, politica e avvocata brasiliana (n. 1941)

## Senza anno specificato(2)
- Allo di Bobbio, monaco cristiano e missionario italiano
- Nicola Filotesio, pittore, architetto e scultore italiano